# كارل جون فريستون
كارل جون فريستون (بالإنجليزية: Karl John Friston)، الحاصل على زمالة أكاديمية العلوم الطبية، هو عالم أعصاب بريطاني ومتخصص في تصوير الدماغ.

## تعليمه
درس فريستون العلوم الطبيعية (الفيزياء وعلم النفس) في جامعة كامبريدج، ثم التحق بمستشفى كينجز كوليدج، لندن لاستكمال دراسته الطبية.

## حياته المهنية
تأهل فريستون في وقت لاحق ضمن إطار برنامج التدريب الدوار في جامعة أكسفورد بلطب النفسي، وهو الآن أستاذ علم الأعصاب في كلية لندن الجامعية، وهو حاليًا زميل ويلكوم تروست الرئيسي والمدير العلمي لمركز ويلكوم ترست للتصوير العصبي.  كما أنه يشغل منصب مستشار فخري في المستشفى الوطني لأمراض الأعصاب وجراحة المخ والأعصاب.
اخترع فريستون رسم الخرائط الإحصائي: وهو معيار دولي لتحليل بيانات التصوير ويستند إلى النموذج الخطي العام ونظرية الحقل العشوائي (طوره بالاشتراك مع كيث ورسلي). وضعت مجموعته في عام 1994التشكل القائم على فوكسل، وهو تشكل يكشف الاختلافات في علم الأعصاب ويستخدم طبيًا كبديل في الدراسات الوراثية. وكانت هذه المساهمات الفنية مدفوعة ببحوث الفصام والدراسات النظرية لتعلم القيمة (مع جيري إدلمان). تم صياغة هذا العمل في عام 1995 باعتباره فرضية انقطاع الفصام (مع كريس فريث). اخترع فريستون في عام 2003 نموذج السببية الديناميكي الذي يستخدم لاستدلال بنية النظم الموزعة مثل الدماغ. وتشمل تلك المساهمات الرياضية ترشيح التباين وتفعيل التوقع الديناميكي وهي طرق محايدة متغيرة لتحليل السلاسل الزمنية. يعمل فريستون حاليًا على نماذج من التكامل الوظيفي في الدماغ البشري والمبادئ التي تكمن وراء التفاعلات العصبية. يعتبر إسهامه الرئيسي في علم الأعصاب النظري هو مبدأ اختلاف الطاقة الحرة الاختلاف (لاستدلال النشط البيزي في الدماغ). حصل كارل فريستون على مؤشر h في عام 1994 وفقًا لجوجل سكولار.

## الجوائز والإنجازات
تلقى فريستون في عام 1996 جائزة المحققين الشباب الأولى في رسم الخرائط البشرية، وانتخب زميلًا في أكاديمية العلوم الطبية (1999) تقديرًا للمساهمات في العلوم الطبية الحيوية. شغل فريستون  في عام 2000 منصب رئيس للمنظمة الدولية لرسم الخرائط البشرية. كما حصل على في عام 2003 على جائزة مينرفا الذهبية ، وانتخب زميلًا للجمعية الملكية  في عام 2006 وحصل على ميدالية كوليج دو فرانس في عام 2008. حصل فريستون في عام 2011 على دكتوراه فخرية من جامعة يورك (إنجلترا) وأصبح زميلًا في جمعية الأحياء. احتوى ترشيحه للجمعية الملكية على ما يلي:
«كارل فريستون هو رائد ومطور لتقنية واحدة من أقوى التقنيات لتحليل نتائج تصوير الدماغ؛ حيث كشفت دراساته عن أنماط نشاط القشرة المخية وعلاقة المناطق القشرة المختلفة ببعضها البعض. تستخدم حاليُا أكثر من 90٪ من الأوراق المنشورة في تصوير الدماغ طريقته الخاصة (رسم الخرائط الإحصائية البارامترية) حيث يعتبر هدف ذلك النهج الآن العثور على تطبيقات أكثر تنوعًا، على سبيل المثال، في تخطيط أمواج الدماغ وتخطيط الدماغ المغناطيسي.  لقد أحدث أسلوبه ثورة في دراسات الدماغ البشري وأعطانا رؤى عميقة عن عملياته. لم يكن لأي شخص  تأثير كبير مثل فريستون على تطوير دراسات الدماغ البشري في السنوات الخمس والعشرين الماضية.»
احتل فريستون في عام 2016 المرتبة رقم 1 من قبل الباحث الدلالي في قائمة أفضل 10 علماء الأعصاب الأكثر تأثيرًا.

## روابط خارجية
- Versita.com (Emerging science publishers) http://versita.com/friston/ نسخة محفوظة 3 يوليو 2020 على موقع واي باك مشين.
- Interview on Spain TV program (English) http://www.rtve.es/alacarta/videos/redes/redes-formula-del-cerebro-vo/1253761/

قالب:FRS 2006